# The Human Touch
The Human Touch är Tomas Ledins tionde studioalbum och kom 1982.
Låten "Never Again", på vilken Agnetha Fältskog medverkar, blev en hit och utkom på singel.

## Låtlista
1. "I Love You"
2. "I've Got Something"
3. "Never Again"
4. "She's in Love with My Best Friend"
5. "Listen to Your Heart"
6. "Loving You Is Like Chasing a Dream" ("Kärleken är som en studsande boll")
7. "Keep It Up"
8. "Taken By Surprise" ("Sommaren är kort")
9. "Love Me Like You Used To"
10. "In the Middle of Nowhere"

### Bonusspår på CD 1992
1. "Agent of Love"
2. "Ya me Sortrendo" ("Sommaren är kort")
3. "Ya Nunca mas" ("Never Again")

## Medverkande
- Tomas Ledin, sång, gitarr, klaviatur, textförfattare, kompositör, producent
- Mikael Bolyos, klaviatur
- Rutger Gunnarsson, bas
- Magnus Persson, trummor, slagverk

## Listplaceringar
| Lista (1982-1983) | Topplacering |
| ----------------- | ------------ |
| Sverige           | 15           |

### Fotnoter
1. ↑  ”Svensk mediedatabas”. http://smdb.kb.se/catalog/id/001888711. Läst 16 juli 2011.
2. ↑  ”The Human Touch”. Hitparad. http://hitparad.se/showitem.asp?interpret=Tomas+Ledin&titel=The+Human+Touch&cat=a. Läst 18 januari 2013.